# Светиці
Светиці (хорв. Svetice) — населений пункт у Хорватії, в Карловацькій жупанії у складі міста Озаль.

## Населення
Населення за даними перепису 2011 року становило 21 осіб.
Динаміка чисельності населення поселення: